# 8e bataillon de volontaires du Calvados
Le 8e bataillon de volontaires du Calvados, était une unité militaire de l’armée française créée sous la Révolution française.

## Création et différentes dénominations
Le 8e bataillon de volontaires du Calvados, est formé à Paris le 6 novembre 1792 à 8 compagnies, avec :
- 7 compagnies formées dans le Calvados
- la 4e compagnie de la section du Contrat-Social de Paris, qui avait été levée le 6 septembre 1792.
- 1 compagnie de canonniers appelée compagnie de canonniers de la section du Contrat-Social de Paris formée le 15 novembre 1792

## Historique des garnisons, combats et batailles

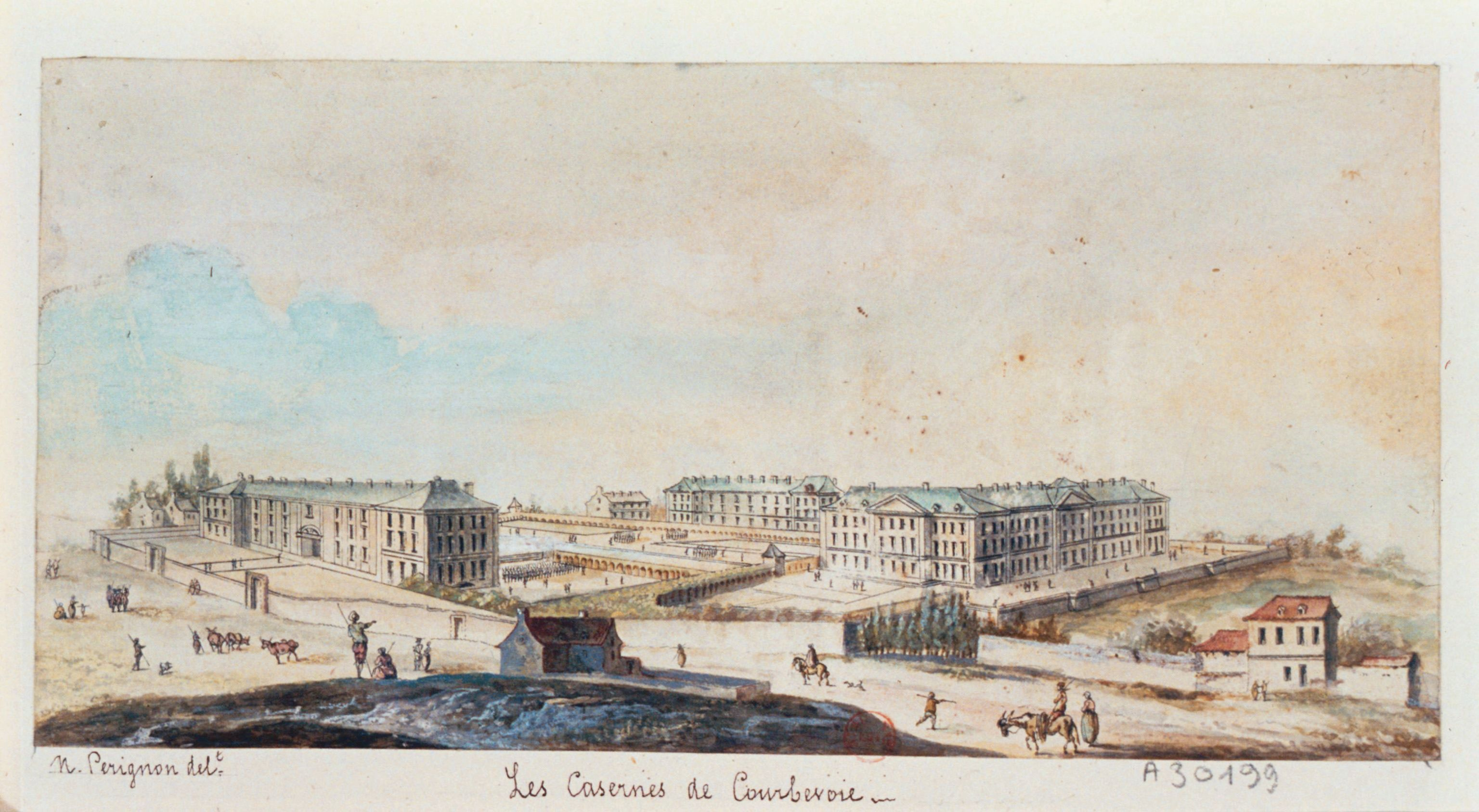
Dessin des casernes de Courbevoie par Nicolas Pérignon (1726-1782)

### 1792
Formé à Paris le 6 novembre 1792, le 8e bataillon de volontaires du Calvados, est envoyé prendre ses quartiers à la caserne Charras à Courbevoie.
Un décret rendu par la Convention nationale, le 30 novembre 1792, prescrivit l'envoi d'une force armée à Chartres pour y rétablir l'ordre, qui était troublé. Le jour même, le 8e bataillon du Calvados recevait une route pour partir le lendemain 1er décembre.
Les troubles étant apaisés, il quitte, le 8 décembre, le chef-lieu d'Eure-et-Loir pour revenir à Versailles, destiné à servir à l'armée du Rhin. La revue du départ fut effectuée le 10 décembre.

### 1793
Le bataillon ne se rendit pas directement à cette armée. Il fut arrêté au camp de Meaux pour être réorganisé et y séjourna, puis sa destination fut changée. Un ordre du 7 février 1793 prescrivit sa mise en route le 14 février pour Cherbourg.
Le 8e bataillon du Calvados sert donc à l'armée des côtes de Cherbourg. On le trouve à Granville en octobre 1793. Durant la virée de Galerne, le bataillon est engagé dans les batailles de Fougères et d'Ernée.
Le bataillon se trouve à Angers à la fin de décembre.

### 1794
Au début de l'année 1794, affecté à l'armée de l'Ouest, il fait partie de la division Huché avec laquelle il prend part,durant la  guerre de Vendée aux colonnes infernales.
Le 30 juin 1794, il est dirigé sur Tours. Là de nouveaux ordres lui parviennent pour se rendre à l'armée de la Moselle.
Au mois de novembre, il est employé au siège de Luxembourg.

### 1795
Il participe ensuite aux opérations de l'armée de la Moselle avec la brigade Huet, et le 7 messidor an III (25 juin 1795), le 8e bataillon du Calvados est amalgamé avec les
- 6e bataillon de chasseurs (ci-devant Bretons)
- 4e bataillon de volontaires de Saône-et-Loire

pour former la 6e demi-brigade légère de première formation

## Compagnie de canonniers de la section du Contrat-Social de Paris
La compagnie de canonniers fut formée à Paris par Samuel Dorville, ancien sergent-major de la compagnie de canonniers de la Fraternité, annexée au bataillon de Molière. Il avait quitté le bataillon de Molière et le camp d'Illy le 28 octobre 1792 et était rentré à Paris.
Le 10 novembre 1792, sur la production de ses certificats d'instructeur d'artillerie, Samuel Dorville obtient, du chef du 8e bataillon du Calvados, l'autorisation de tirer des diverses compagnies du bataillon des volontaires pour en former une compagnie de canonniers. Le 15 novembre la compagnie était formée et prenait le nom de « Compagnie de canonniers de la section du Contrat-Social de Paris ».
« Cejourd'hui quinze novembre, l'an premier de la République française, nous nous sommes assemblés à l'effet de nommer nos officiers d'une compagnie de canonniers dont nous faisons membres; nous avons nommé pour nous présider la personne du sieur Dorville, le sieur Ravel pour son adjoint, Tesson pour second adjoint, et le citoyen Desplacets pour secrétaire, ce qui a été adopté; de suite nous avons procédé par scrutin à la nomination d'un capitaine, lieutenant, sous-lieutenant, sergent-major, deux sergents et quatre caporaux dont les votants sont au nombre de vingt-six, et le scrutin se trouvant à la même égalité, le citoyen Dorville a été proclamé capitaine ; de suite nous avons passé à la procédation d'un lieutenant. Les votants se trouvant au même nombre, il résulte que sur vingt-six votants, le citoyen Ravel (Canonnier dans la section de la Halle-aux-Blés) en a réuni vingt-quatre et le citoyen Meunier deux ; de suite nous avons passé à la nomination d'un sous-lieutenant, il résulte que sur vingt-six votants les citoyens Meunier en a réuni neuf voix, Desplacets cinq, Béatrix dix voix, Le Roi une, Delaunay une, faisant les vingt-six votants, duquel il résulte que le citoyen Béatrix est proclamé sous-lieutenant ; de suite nous avons passé à la nomination d'un sergent-major, sur vingt-six votants il résulte que le citoyen Desplacets a réuni dix-sept voix, le citoyen Jeaune sept, Duhoule une, et Delaunay une, ce qui forme vingt-six votants, sur lesquelles il résulte que le citoyen Desplacets a été nommé sergent-major; les deux autres sergents, nommés par acclamation, sont les citoyens Jeaune et Meunier, et les quatre caporaux, nommés également par acclamation, sont pour premier Lambert Delaunay, second Christianne Cherre, troisième Millié, et pour quatrième le citoyen Tesson, ce que nous avons arrêté provisoirement pour servir et valoir ce que de raison, et dessus le président a signé avec ses deux adjoints et nous secrétaire ». 

« Ainsi signé au bas des présentes, Ravel fils, Desplacets, secrétaire, Dorville, président. Tesson, et au dos est écrit : » 

« Vu l'impossibilité de nous faire présider par un officier municipal, nous avons nommé les sieurs M. . . dénommés ci-dessus pour nous assister et nous avons tous signé ». 

« Signé : George Colin, Godefroi Courbron, Vanir, Gobé, Dorvillk, Jeaune, D'Houilly, Jean Le Roi, Duclos, Jean Le Chevalier, Meunikr, Dechaffeau, Tusard, Béatrix, Pâques, et ceux qui ne savent signer ont fait des croix ».
Le 17 novembre, le Ministre de la Guerre approuvait la nomination du capitaine Dorville comme capitaine de canonniers du 8e bataillon du Calvados.
La compagnie de canonniers rejoignit le bataillon au camp de Meaux, où il fut procédé le 27 décembre à la ratification et confirmation des élections des officiers, sous-officiers et caporaux : 
« Et le vingt-sept décembre mil sept cent quatre-vingt-douze, l'an Ier de la République française, sont comparus en cette commune les capitaine, lieutenant, sous-lieutenant, sergent-major, sergents, caporaux et soldais canonniers portés en la nomination qu'ils ont faite de leurs chefs le quinze novembre dernier, lesquelles nominations ils ont ratifiées et confirmées en cette Maison commune, en présence des membres composant le conseil permanent de la commune, ce vingt-sept décembre mil sept cent quatre-vingt-douze, l'an premier de la République française ».
« Jourdain, Dumée, Jacob Sauvé, Thonnellier, secrétaire par intérim ».
La compagnie de canonniers suivit ensuite son bataillon dans l'Ouest, emportant de Meaux, lors de son départ, le 14 février 1793, 
un certificat flatteur :
« Nous, maire et officiers municipaux de la ville de Meaux soussignés, certifions que la compagnie de canonniers du 8e bataillon du Calvados, en cantonnement à Meaux depuis environ quatre mois, s'y est comportée, non seulement en bonne police et discipline militaire, mais encore de manière à mériter les éloges, que même nous devons, au zèle du capitaine de cette compagnie et aux autres officiers d'icelle, l'instruction de notre compagnie de canonniers; en un mot que nous leur devons des témoignages du civisme qu'ils ont montré en toutes occasions ».
« A Meaux, le 14 février 1793, l'an deuxième de la République française ».
« Navarre, maire ; Jourdain, procureur de la commune ; Sauvé ; Jamin, secrétaire ».
Durant la virée de Galerne, la compagnie de canonniers de la section du Contrat-Social de Paris est engagé, comme le 8e bataillon de volontaires du Calvados dont il fait partie, dans les batailles de Fougères et d'Ernée.
Lorsque le 8e bataillon du Calvados fut envoyé à l'armée de la Moselle, la compagnie de canonniers demeura sur les côtes de la Manche, servant dans les places, fournissant des détachements en garnison sur les vaisseaux de la République.
La compagnie de canonniers de la section du Contrat-Social de Paris fut licenciée le 28 septembre 1796.